# Rhadinaea hesperia
Espèce
Synonymes
- Rhadinaea hesperia baileyi Smith, 1942
- Rhadinaea hesperia hesperioides Smith, 1942
- Rhadinaea hesperia hesperia Bailey, 1940

Statut de conservation UICN

 LC  : Préoccupation mineure
Rhadinaea hesperia  est une espèce de serpents de la famille des Dipsadidae.

## Répartition
Cette espèce est endémique du Mexique.

## Description
Rhadinaea hesperia mesure jusqu'à 60 cm dont environ 20 cm pour la queue.

## Étymologie
Son nom d'espèce, du grec ancien ἐσπέριος, hespérios, « de l'ouest », lui a été donné en référence à son aire de répartition.

## Publication originale
- Bailey, 1940 : The mexican snakes of the genus Rhadinaea. Occasional Papers of the Museum of Zoology, University of Michigan, no 412, p. 1-19 (texte intégral).